# Utazás a koponyám körül
Utazás a koponyám körül (en hongarès Viatjant pel meu crani) és una pel·lícula hongaresa del 1970 dirigida per György Révész amb un guió basat en la novel·la homònima de Frigyes Karinthy el 1938 basada en un tumor cerebral que patia. Fou protagonitzada per Zoltán Latinovits i Éva Ruttkai.

## Sinopsi
Basada en una novel·la de caràcter autobiogràfic, narra com un jove i brillant escriptor descobreix que pateix un tumor cerebral i és sotmès a cirurgia cerebral a mitjans dels anys 1930.

## Repartiment
- Zoltán Latinovits... Karinthy Frigyes, escriptor
- Éva Ruttkai... Esposa de Karinthy
- Mari Töröcsik... Szonya
- Samu Baláz... 	Professor Pötzl
- Tamás Major... home amb bigoti
- Sándor Pécsi... Tibor, cambrer
- Nándor Tomanek... Metge hongarès a Estocolm
- Imre Sinkovits... Director del circ

## Premis
Zoltán Latinovits va rebre el Premi Sant Sebastià d'interpretació masculina al Festival Internacional de Cinema de Sant Sebastià 1970.